# Al Chalifa

Das Wappen Bahrains

Al Chalifa ist die Herrscher-Dynastie in Bahrain.

## Geschichte
Hauptartikel: Geschichte Bahrains
1783 übernahm Ahmed bin Muhammad Al Chalifa, auch bekannt als Ahmed Al Fateh, in Bahrain die Macht. Alle späteren Herrscher der Chalifa-Dynastie stammen in männlicher Linie von ihm ab.

## Familienmitglieder
siehe auch: Liste der Emire von Bahrain
Zu den Familienmitgliedern gehören unter anderem:
- Muhammad ibn Chalifa Al Chalifa († 1869), mit kurzen Unterbrechungen von 1834 bis 1869 Herrscher von Bahrain
- Isa ibn Ali Al Chalifa, auch Isa I. (1848–1932), von 1869 bis 1932 Herrscher von Bahrain
- Isa bin Salman Al Chalifa (1933–1999), bahrainischer Emir
- Chalifa bin Salman Al Chalifa (1935–2020), Premierminister von Bahrain
- Hamad bin Isa Al Chalifa (* 1950), König von Bahrain
- Haya Raschid Al Chalifa (* 1952), Diplomatin
- Chalid bin Ahmad Al Chalifa (* 1960), bahrainischer Politiker
- Salman bin Ibrahim Al Chalifa (* 1965), bahrainischer Fußballfunktionär
- Salman bin Hamad bin Isa Al Chalifa (* 1969), Kronprinz von Bahrain
- Nasser bin Hamad Al Chalifa (* 1987), Kommandant der königlichen Garde Bahrains
- Chalid bin Hamad Al Chalifa (* 1989), Militäroffizier
- Faisal bin Hamad bin Isa Al Chalifa (1991–2006), sechster und jüngster Sohn von Scheich Hamad bin Isa Al Chalifa
- Abdullah bin Raschid Al Chalifa, bahrainischer Botschafter in den USA
- Chalid bin Muhammad bin Salman Al Chalifa, Neffe von Isa bin Salman Al Chalifa, des ehemaligen Emirs von Bahrain